# ماناکوری
ماناکوری یک شهرداری است که در ایالت آمازوناس (برزیل) واقع شده است.